# Johnnie Johnson (musicista)
Johnnie Clyde Johnson (Fairmont, 8 luglio 1924 – Saint Louis, 13 aprile 2005) è stato un pianista statunitense.
Nel 2001 è stato incluso nella Rock and Roll Hall of Fame nella categoria "Sidemen".

## Discografia parziale
- 1959: Organ in Hi-Fi [instrumental] (Riviera Records R0044/STR044)
- 1987: Blue Hand Johnnie (Evidence Music), con Oliver Sain
- 1991: Johnnie B. Bad (Elektra), con Eric Clapton, Keith Richards & Bernard Fowler
- 1991: Rockin' Eighty-Eights (Modern Blues Recordings), con Clayton Love & Jimmy Vaughan
- 1993: That'll Work (Elektra), con The Kentucky Headhunters & Jimmy Hall
- 1995: Johnnie Be Back (MusicMasters), con Buddy Guy, Al Kooper, John Sebastian & Max Weinberg
- 1997: Johnnie B. Live (Father of Rock and Roll Music), con Jimmy Vivino & Al Kooper
- 1999: Father of Rock and Roll (Father of Rock and Roll Music)
- 2005: Johnnie Be Eighty...And Still Bad! (Cousin Moe Music)
- 2015: Meet Me in Bluesland (Alligator), con the Kentucky Headhunters